# Caldwell megye (Kentucky)
Caldwell megye az Amerikai Egyesült Államokban, azon belül Kentucky államban található. Megyeszékhelye és legnagyobb városa Princeton. Lakosainak száma 12 649 fő (2020. április 1.). Caldwell megye Webster, Hopkins, Christian, Trigg, Lyon és Crittenden megyékkel határos.

## Népesség
A megye népességének változása:
| Lakosok száma | 12 983 | 12 992 | 12 937 | 12 823 | 12 681 | 12 649 |
|               | 2010   | 2011   | 2012   | 2013   | 2015   | 2020   |